# 참시관
참시관(參試官)은 고려, 조선시대 과거시험의 시험관이다. 대체로 종 3품 이하 관원 2~3명을 선발했다.

## 같이 보기
- 상시관
- 감시관